# Rippig
Rippig (en luxemburguès:  Rippeg; en alemany: Rippig) és una vila de la comuna de Bech situada al districte de Grevenmacher del cantó d'Echternach. Està a uns 19 km de distància de la ciutat de Luxemburg.